# Scheibenhardt
Scheibenhardt település Németországban, Rajna-vidék-Pfalz tartományban. Lakosainak száma 599 fő (2023. december 31.). Scheibenhardt Wissembourg községgel határos.

## Népesség
A település népességének változása:
| Lakosok száma | 501  | 631  | 628  | 597  | 599  | 599  |
|               | 1975 | 2017 | 2019 | 2021 | 2022 | 2023 |